# السيرة الذاتية للآنسة جين بيتمان (فلم)
السيرة الذاتية للآنسة جين بيتمان فيلم تلفزيوني أمريكي من عام 1974 مبني على رواية تحمل نفس الاسم من تأليف إرنست ج. جاينز. تم بث الفيلم على شبكة سي بي اس. من إخراج جون كورتي. تمت كتابة السيناريو بواسطة تريسي كينان وين ومن إنتاج روجر جيمبل التنفيذي. بطولة سيسلي تايسون في الدور الرئيسي ، بالإضافة إلى مايكل مورفي وريتشارد ديسارت وكاثرين هيلموند وأوديتا، تم توزيع الفيلم من خلال كلاسيك ميديا.
تصوير الفيلم تم في باتون روج، لويزيانا وقد اشتهر باستخدامه لمكياج مؤثرات خاصة واقعية للغاية من قبل ستان وينستون وريك بيكر للشخصية الرئيسية ، والتي تظهر من سن 23 إلى سن الشيخوخة.